# Tatort: Du gehörst mir
Du gehörst mir ist die 975. Folge der Krimireihe Tatort. Der vom SWR unter der Regie von Roland Suso Richter produzierte Beitrag wurde am 14. Februar 2016 im Fernsehsender Das Erste ausgestrahlt. Es handelt sich um den 55. Fall des Ludwigshafener Ermittlerduos Odenthal und Kopper.

## Handlung
In Ludwigshafen wird die junge Balletttänzerin Marie Rainders in einem Parkhaus vergewaltigt. Ihre Mutter Birte sowie Maries Freundin Evelyn Zoller wachen am Krankenbett der jungen Frau, die seither im Koma liegt.
Sechs Wochen später wird der Bodybuilder Tarim Kosic in demselben Parkhaus tot aufgefunden, in dem Marie zuvor Opfer der Gewalttat wurde. Tarim wurde zwischen zwei Autos zerquetscht und anschließend angezündet. Zwar ist ein Großteil der Spuren durch das Feuer unbrauchbar geworden, doch finden die Ermittler Anabolika im Wagen des Toten. Durch Ermittlungen im nahegelegenen Fitnessstudio gelingt es den Ermittlern, die Identität des Toten zu klären und zugleich Kosics Kumpel Daniel Peters auf die Spur zu kommen, der dort zusammen mit Tarim trainiert hatte und in das Geschäft mit den illegalen Aufbaupräparaten verwickelt ist. Zunächst gehen die Ermittler davon aus, dass Kosic sterben musste, weil er durch den Verkauf von Anabolika das Geschäft der Konkurrenz gefährdete. Die gerichtsmedizinische DNS-Untersuchung des Toten bringt jedoch zu Tage, dass Tarim Kosic der Vergewaltiger von Marie Rainders war. Weder Evelyn Zoller noch Maries Mutter Birte sind von dieser Nachricht sonderlich betroffen, vielmehr verspüren sie eine gewisse Genugtuung.
Die Rekonstruktion des Tathergangs lässt die Ermittler darauf schließen, dass der Täter nicht alleine gehandelt habe. Der gewaltsame Tod von Tarim Kosic lässt Birte Rainders als potentiell Tatverdächtige ins Zentrum der Ermittlungen rücken. Zudem ist zunächst ungeklärt, welche Rolle Rapper Yago Torres in dem Fall spielt. Evelyn sagt Yago und Marie ein Liebesverhältnis nach. Die Ermittler schließen eine Verstrickung des Musikers in die Gewalttat nicht aus.
Daniel Peters wird von den Ermittlern ins Präsidium gebracht und bricht beim dortigen Verhör zusammen. Die herbeigerufenen Ärzte können nur noch seinen Tod feststellen. Es wird vermutet, dass Peters’ Wasserflasche im Fitnessstudio mit Gift versetzt wurde.
Diese Vermutung bewahrheitet sich. Als sich Daniel Peters und Chiara Scheffler, die Empfangsfrau des Fitnessstudios, zu einem Schäferstündchen in die Duschräume zurückgezogen haben, nutzte Evelyn die Chance, um Peters zu vergiften. Zuvor hatte sie Kosic im Parkhaus überfahren und angezündet. Als Birte Rainders sich nach einem Schlaganfall ihrer weiterhin im Koma liegenden Tochter dazu entschließt, die lebenserhaltenden Systeme abschalten zu lassen, begibt sich Evelyn ins Krankenhaus und versucht Birte Rainders zunächst zu überzeugen, Marie nicht sterben zu lassen. Als Birte Rainders sich nicht umstimmen lässt, sticht Evelyn mit einem Küchenmesser auf sie ein. Als Motiv trieb das Mädchen die zwanghafte Verehrung ihrer Freundin Marie an, die sie nicht nur mit ihrem Handy filmte, sondern der sie auch einen Schrein in der heimischen Wohnung errichtet hatte.
Letztlich schaltet Hauptkommissarin Lena Odenthal auf Wunsch von Birte Rainders die lebenserhaltenden Systeme ab, um deren Tochter gehen zu lassen.

## Hintergrund
Drehorte waren Ludwigshafen, Baden-Baden, Karlsruhe, Mannheim, Rastatt und Offenburg.
An sieben Drehtagen entstanden in Ludwigshafen Aufnahmen zur Folge Du gehörst mir. Das Parkhaus an der Zollhofstraße in Ludwigshafen wurde als Kulisse für die Gewalttaten und Morde verwendet. Im angrenzenden Wohnhaus an der Rheinuferstraße spielten die Szenen, die Birte Rainders Wohnung darstellen. Unweit dieser Adressen wurde im Bürgerhof ein Fitnessstudio für die Dreharbeiten eingerichtet. Weitere Aufnahmen entstanden an vier Drehtagen im St. Josefsklinikum in Offenburg in Zusammenarbeit mit den dortigen Pflegekräften. Die Außenaufnahmen, die den Eingangsbereich des Krankenhauses unmittelbar vor dem Abspann zeigen, entstanden indes am St. Marienkrankenhaus in Ludwigshafen an der Salzburger Straße und der Betty-Imperto-Straße.
Der Vorspann ist mit dem Musiktitel Holocene von Bon Iver aus dem Jahr 2011 untermalt. Dieser Titel wird in einer späteren Szene mit Hauptkommissarin Lena Odenthal und Birte Rainders auf dem Balkon ihrer Wohnung erneut aufgegriffen und ist zudem unmittelbar vor dem Abspann zu hören.
Im Verlauf der Folge ist mehrfach, darunter im Fitnessstudio und beim Krankenbesuch, der Titel Eres Tú von MC Sesman zu hören, zugleich sind Ausschnitte des zugehörigen Videos zu sehen, an dem die beiden Schauspieler Elisa Afie Agbaglah als Tänzerin sowie Matthias Weidenhöfer als Rapper mitwirkten. Bei diesem Titel, der extra für den Tatort produziert wurde, wurden von MC Sesman sowie dessen Produzenten Criss Tonino das Thema aus dem Ballett Schwanensee aufgegriffen. Der Titel stieg nach der Erstausstrahlung der Folge in den iTunes-Charts auf Platz 49 ein, in den Download-Charts bei Amazon.com wurde er auf Platz 33 geführt. Zwei weitere Musiktitel von MC Sesman fanden in der Tatort-Folge Verwendung. MC Sesman heißt bürgerlich Jorge Andres Diaz Leiva und lebt in Heidelberg-Rohrbach, der Region, in der der Tatort Du gehörst mir spielt. Eine Freundin des Musikers hatte das Produktionsteam auf den Rapper aufmerksam gemacht, der bis dato noch nie einen Tatort gesehen hatte. Er ist in einem Cameo-Auftritt als Toningenieur zu sehen und beriet die Darsteller in Sachen Styles und Skills.
Die Sexszene mit Chiara Scheffler und Daniel Peters in den Waschräumen des Fitnessstudios ist mit dem Titel Too Many Rappers von den Beastie Boys aus dem Jahr 2009 unterlegt. Während des gemeinsamen Besuchs des italienischen Restaurants von Kommissarin Johanna Stern und Hauptkommissar Mario Kopper läuft Volare (Nel blu dipinto di blu) in der Fassung von Gianna Nannini aus dem Jahr 2014. In einer weiteren Szene im Fitnessstudio ist Insomnia von Faithless aus dem Jahr 1996 zu hören.
Die Audiodeskription zum Film wurde vom SWR in Zusammenarbeit mit Audio2 produziert. Sprecherin ist Christiane Nothofer.

## Rezeption

### Einschaltquoten
Die Erstausstrahlung von Du gehörst mir am 14. Februar 2016 wurde in Deutschland von 9,06 Millionen Zuschauern gesehen und erreichte einen Marktanteil von 23,9 %. In der Gruppe der 14- bis 49-jährigen Zuschauer konnten 2,85 Millionen Zuschauer und ein Marktanteil von 20,1 % erreicht werden.
In der Schweiz verfolgten 398.000 Zuschauer im Alter von über drei Jahren die Erstausstrahlung der Folge und bescherten ihr dadurch einen Marktanteil von 20,0 %. In der Gruppe der 15- bis 59-jährigen Zuschauer wurden 215.000 Zuschauer gezählt sowie ein Marktanteil von 18,5 % gemessen.

### Kritik
Detlef Hartlap, Chef-Redakteur der prisma, nannte die Folge einen „äußerst sehenswerten Tatort aus Ludwigshafen“ und betonte, dies sei nach dem Tatort LU „schon der zweite hintereinander, von dem man das sagen kann“. Dass die „bisher reichlich aufgesetzt wirkenden Streitigkeiten innerhalb des Lena-Odenthal-Teams auf ein festes, nachvollziebares Dortmunder Fundament“ gestellt werden, die mit dem Team Faber, Bönisch, Dalay und Kossik vergleichbar seien, mag daran liegen, dass das Drehbuch von Jürgen Werner verfasst wurde, aus dessen Feder der Dortmunder Tatort-Kommissar stammt. Zudem führt der Film den Zuschauer „in Betonparkhäuser, die nur von Irren erbaut sein können“ und streift die Mannheimer Musikszene, die der Zuschauer „nicht wirklich schätzen lernen kann“. Zentrales Element der Folge sei die Selbstdarstellung im Web 2.0, „die Ich- und Wir-Bespiegelung per Phone und Kamera ist allgegenwärtig und sie erreicht ihren Höhepunkt in einer vor lauter Erbärmlichkeit schon wieder packenden Sexszene auf der Toilette eines Fitnessclubs“, urteilt Hartlap.
Nach Urteil von Sascha Martens von den Westfälischen Nachrichten liefert die Folge „kindisches Gezänke“ unter dem Deckmantel einer „Rachegeschichte“, wobei versäumt wird zu thematisieren, „inwiefern Rache in einem Rechtsstaat Platz hat“, was allerdings „interessant gewesen wäre“. Denn „leider wird die Problematik nur am Rande angeschnitten und damit eine Chance für Tiefgang vertan“, bedauert Martens. Dass als „Motor des Krimis die klassische Frage nach dem Täter“ gewählt wurde, sei weniger „ungünstig“ gewesen, wäre der Fall nicht „so einfach gestrickt“. Die von anderen Filmkritikern gelobten Querelen zwischen den Ermittlern tut Martens als das „typische Gezänke“ ab, das „eher kindisch“ wirke.